# Зоопарк Їньчуань
Зоопарк Їньчуань (银川 动物园, Yín-chuān dòng-wù-yuán) — зоопарк в місті Їньчуань, адміністративному центрі Нінся-Хуейського автономного району.

## Події
- 28 березня 1999 було повідомлено про успіхи працівників зоопарку у виведенні 13 блакитних баранів нахурів шляхом штучного заплідненні після 16 років дослідницької роботи. У Китаї нахури водяться у Тибеті, Нінся-Хуейський автономному районі, а також у провінціях Чінхай та Сичуань. Тварини знаходяться під цілковитим державним захистом.
- 31 травня 2006 року із зоопарку втекла трирічна левиця, але пізніше вона була благополучно піймана і відправлена назад. Відівдувачі зоопарку мали змогу спостерігати її поведінку за межами клітки.
- На 12 червня 2009 у цьому зоопарку живе шестинога корова [1], дві зайві ноги якої розміщені у задній частині тіла на рівні вимені.